# 國立成功大學歷史學系
國立成功大學文學院歷史學系，簡稱國立成功大學歷史學系、成大歷史系，創系於1969年8月，為國立成功大學文學院學術單位之一。為今日臺灣史研究學術重鎮。其位置位於光復校區。

## 沿革
1969年8月，創立歷史學系，由中央研究院歷史語言研究所吳緝華先生擔任系主任一職。當時系上位於舊文學館東側，同年，成功大學劃分文理學院，新成立之文學院設有中文、外文，及新設之歷史學系。1972年，增設夜間部，同年4月，成立史蹟勘考小組。1975年，成立文物研究室，以進行歷史文物搜集與展示。1984年8月，新文學院館（今修齊大樓）竣工，歷史系遷至三樓。1985年，增設歷史語言研究所。1991年8月，雲平大樓竣工，歷史系遷至東棟六樓、七樓及八樓，系上圖書館因文學院圖書館設立下強制合併。1993年，歷史語言研究所更名為歷史研究所。1996年，增設歷史研究所博士班。1997年，夜間部改為進修推廣部。2000年，停招進修推廣部（夜間部），2002年，增設碩士在職專班。2007年，第一屆歷史學系系友會成立。2009年，因階段性推廣教育任務完成，碩士在職專班停招。

### 課程發展
1969年，畢業學分為142學分，其中必修課程為106學分，選修課程為36學分，體育學分另計。1973年，確立亞洲史及臺灣史為系上發展重點。1974年5月與美國哈佛大學燕京學舍合作進行臺灣史研究，除中央研究院與臺灣大學以外，是少數獲得補助的學術單位之一。1975年8月，開設臺灣省志課程，是國內大學歷史學系臺灣史課程首例。2001年，增設大學部新生必修史學專題講座。2006年，增設大二必修史學名著專書導讀。2009年，大學部新生畢業學分改為128學分，其中包含通識30學分、專業必修27學分、專業選修71學分（其中承認外系選修課程至多18學分）。2024年，系務決議廢止大學部英語畢業門檻並溯及既往。

## 系館建築

### 歷史系館
最早為原日軍臺灣步兵第二聯隊營舍，1912年開始使用。戰後1945年，成為陸軍光復營區。1966年，成功大學購得營區，其中第五、六中隊營舍成為舊文學院，為中文、外文及歷史三系所共用。1998年，文學院商討系館分配，會中確定舊文學院址為歷史系館，2003年8月，舊文學院館分配歷史系，歷史系遷出新文學院館，遷入舊文學院館，為全臺灣唯一擁有獨立系館的歷史系。
一樓除教室、系務處理處室外，另有林瑞明老師紀念研究室、檔案圖書室、文物典藏室。二樓為碩博班研究室、教室、研究室，另有為紀念吳振芝老師所設的振芝講堂。

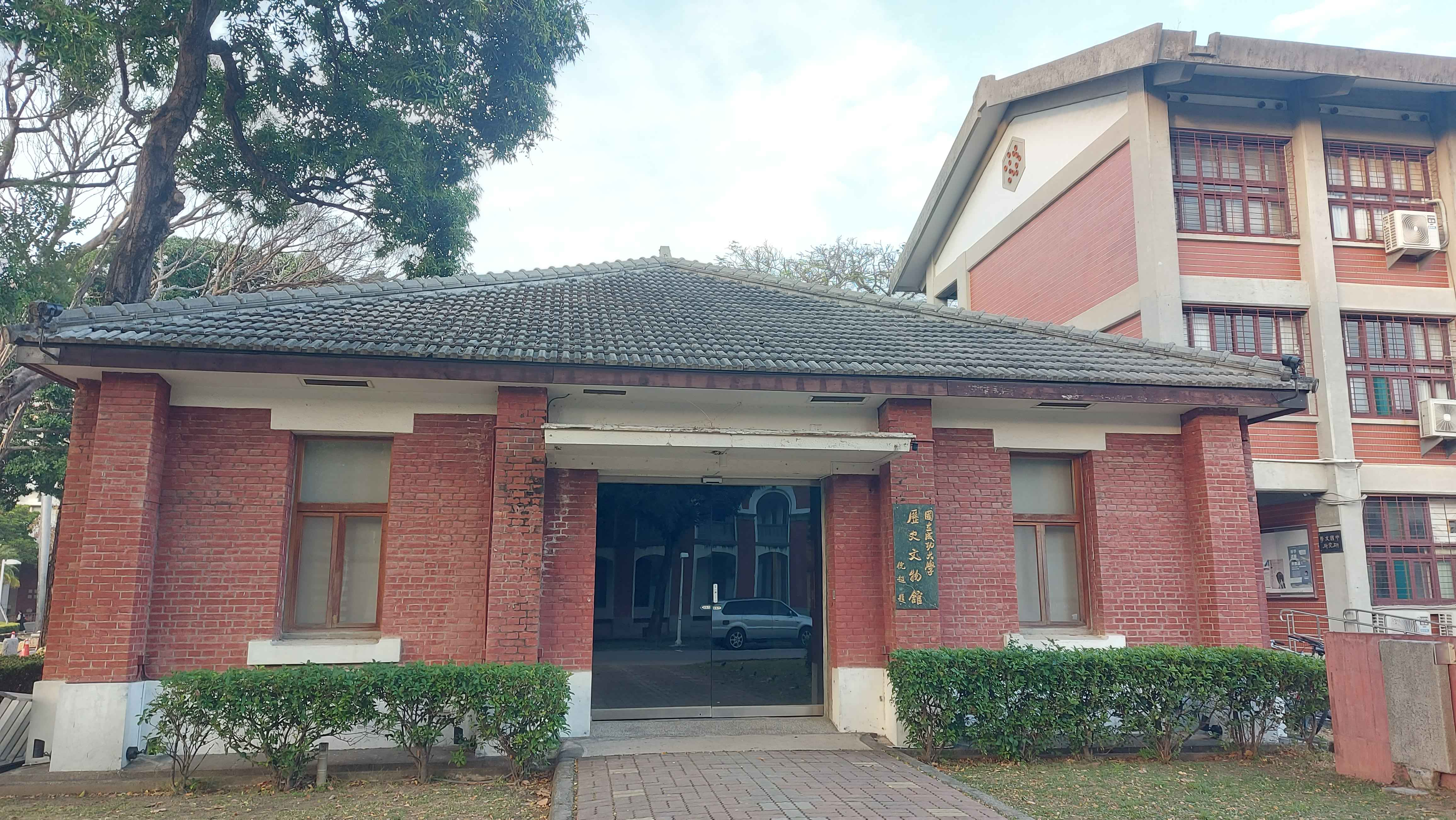
歷史文物館外觀

### 歷史文物館
1975年，成立文物研究室，以進行歷史文物搜集與展示。1976年11月，擴大更名為國立成功大學歷史文物館，並於校慶日當日正式開放。其位置於歷史系館東北方。

### 靖波門
1968年，靖波門 (臺南市)因逢甲路拓寬面臨拆除，1969年，國立成功大學校長羅雲平向臺南市政府建議遷建於光復校區保存，1970年，靖波門遷置勝利路小東路光復校區歷史系館東面校園圍牆。

## 系上活動
- 史蹟勘考小組，創立於1972年，為訓練學生蒐集民俗文物、拓碑工作以及進行史蹟勘考學習的學生課外活動團體。1973年，創刊《史蹟勘考》。
- 史學盃，為全國大學歷史學系運動競賽，各大學於夏季、冬季輪流舉辦。
- 歷史之光，創於2008年，是系上師生的年終晚會，並於會上頒發各項傑出表現之獎狀。
- 歷史公演

## 出版刊物
- 《成大歷史學報》，原《國立成功大學歷史學系歷史學報》、《國立成功大學歷史學報》，創刊於1974年，1991更名為《國立成功大學歷史學報》，2002年更名為《成大歷史學報》。
- 《成大西洋史集刊》，原《西洋史集刊》，創刊於1989年，2002年更名為《成大西洋史集刊》，於2005年停刊。
- 《史蹟勘考》，創刊於1973年，於1986年停刊，於2021年5月復刊。
- 《道教學探索》，創刊於1988年，於1997年停刊。
- 《史穗》，原《歷史語言研究所論文集》，創刊於1988年，1990年更名為《文史論集》，1997年更名為《史穗》。
- 《鄭和研究與活動簡訊》，創刊於2001年，於2005年停刊。
- 《史學—讀歷時代》，原《史學》創刊於1974年，2000年更名為《史學—讀歷時代》，為大學生部學生研究成果匯集而成，由系學會編印。
- 《史音》，創刊於1981年，由系學會主導。

## 歷屆系主任
- 吳緝華（1969年—1971年)
- 吳振芝（1971年—1973年）
- 陳捷先（1973年—1976年）
- 蔡茂松（1976年—1977年）
- 吳振芝（1977年—1978年）
- 蔡茂松（1978年—1980年）
- 吳振芝（1980年—1981年）
- 李冕世（1981年—1984年）
- 黃耀能（1984年—1987年）
- 梁華璜（1987年—1990年）
- 涂永清（1990年—1996年）
- 蔡茂松（1996年—1999年）
- 王琪（2000年—2003年）
- 王健文（2003年—2005年）
- 王文霞（2005年—2008年）
- 鄭永常（2008年—2011年）
- 陳恒安（2011年—2014年）
- 陳玉女（2014年—2016年）
- 翁嘉聲（2016年—2020年）
- 陳文松（2020年—2023年）
- 蔡幸娟（2023年—）

## 外部連結
- 國立成功大學歷史學系（页面存档备份，存于）
- 成功大學歷史學系：系學會HISSA（页面存档备份，存于）